# Meanguera
Meanguera è un comune del dipartimento di Morazán, in El Salvador.